# Stizolobium flagellipes
Stizolobium flagellipes là một loài thực vật có hoa trong họ Đậu. Loài này được (Vogel ex Benth.) Kuntze miêu tả khoa học đầu tiên năm 1891.